# Urșița, Iași
Urșița este un sat în comuna Mironeasa din județul Iași, Moldova, România.